# 南涼子
南 涼子（みなみ りょうこ、1972年5月4日 - ）は、日本の色彩専門家、カラーコンサルタント、カラーコーディネーター。一般社団法人日本ユニバーサルカラー協会代表理事（理事長）。東京都出身、神奈川県大和市在住。
「年齢や性別、障害の有無に関わらずすべての人が快適に暮らせる色」をコンセプトに『ユニバーサルカラー』を提唱。 感覚的な見た目やファッション、スピリチュアルな側面から色選びを提案するカラーコンサルタントとは一線を画し、客観的視点から色の社会的役割を重視した色彩活用を訴えている。医療福祉から美容健康、メンタルケア、衣食住などの生活全般、防災、商業デザイン、建築デザイン、建設現場の安全対策まで幅広い分野を対象にコンサルティングを行っている。
一般社団法人日本保健福祉ネイリスト協会顧問と健康検定協会理事も兼務。山野美容芸術短期大学で色彩学の教鞭も執る。

## 来歴

### カラーコンサルタントへの道
1972年（昭和47年）5月4日、東京都に生まれ、神奈川県大和市で育つ。
幼少期から「お金持ちになって親にサウナ付きの家を建てたい」という夢があった南は、高校卒業後すぐに起業しようと19歳でイベントの人材派遣会社を立ち上げたが、数年で廃業することとなる。
その後、知人の勧めや書店で目にした専門書によって色彩に興味を持った南は色彩理論や配色理論、色彩心理、パーソナルカラー分析などを学び、1997年（平成9年）に文部科学省認定ファッションコーディネート色彩検定一級試験に合格する。
後年「当時はお金に困っていて、消費者金融から借金し車中生活を送りながら勉強しました」「経済的に厳しく図書館から借りた本を丸ごと一冊書き写した」「テキストや問題集は持っていたが、自分で問題を作ることでより理解が深まるのではないかと思い問題集を自作した」と回想している。

### 介護福祉との出会い
検定合格後にカラーコンサルタントとして活動を始めた南だったが、実績がないためすぐには仕事がなく、初めての依頼は合格の3年後であった。
その依頼が老人介護施設からだったことをきっかけに、それまであまり色彩が重視されてこなかった福祉分野への色彩活用に可能性を感じた南は、介護施設でボランティア活動をしながら高齢者や認知症患者が快適に暮らせる色彩の研究に取り組み、カラーセラピーやカラーワークを実践・指導した。
初の依頼が介護施設からだったことについて南は当初「暗くて陰気なイメージだし、そんなところに行くのは嫌だなぁ」と思ったが、実際に訪ねてみると「想像とは違って笑顔にあふれた明るく穏やかな空気に満ちていた」と感じ、「行ってもいない、見てもいない世界のイメージを勝手につくりあげて拒否していた自分」を恥じた。後に「この体験がターニングポイントとなり福祉分野にこそ色が必要なんだ！と開眼した」と振り返っている。

### 協会を立ち上げ
やがて、高齢者施設での活動について全国から問い合わせが寄せられるようになり、南は組織の必要性を感じる。当初はノウハウを開示することでライバルが増えるのではと懸念したが、「組織をつくり情報を伝え一緒に活動することで、さらに価値の高い仕事や活動が出来上がるのではないか」と考え、2003年（平成15年）4月に日本ユニバーサルカラー協会（略称UNICA）を設立する。
同協会は2011年（平成23年）9月22日に一般社団法人化され現在に至っている。

### 初の著作出版へ
2003年11月、初の著書となる『介護に役立つ［色彩］活用術』を現代書林から上梓する。
「これまでにやってきたことをまとめて本にしてみてはどうだろうか。自分の知識と経験に基づいたものなら、必ず良いものが書ける。今書かなければ、この分野の本はいずれ必ず誰かが出版するだろう」という「確信と使命感」に突き動かされての執筆だった。

書き上がった原稿を出版社に持ち込んだところすんなり出版が決まったが、タイトルから「介護」の文字を外すよう要求される。「『介護』が付くからこその本であり価値がある。付かなければただの『よくある色の本』に成り下がってしまう」と考えた南は契約をキャンセル。新たに現代書林と契約し原タイトルでの出版にこぎつけた。
2007年（平成19年）には、中央法規出版からの依頼で『介護力を高めるカラーコーディネート術』も出版する。 
その後、介護福祉業界を対象とした講演や寄稿、介護施設等の改修・改装などで実績を重ねた南は2009年（平成21年）、福島県立医科大学付属病院の全面改修に当たって外来サイン計画の色彩監修を任される。南にとって初となる大型公共プロジェクトへの参加であった。

### 建設現場の安全を提言
2019年（令和元年）、本業と掛け持ちで8か月にわたり東京都内の大型建設現場で場内誘導と監視業務に携わる。
現場の安全対策に必ずしも色彩が有効活用されていないことに気付いた南は、そこでの経験をもとに現場での色彩活用策を検討・研究。その成果を提言論文「《色》で築く現場の安全」としてまとめ、2023年（令和5年）と2024年（令和6年）に建設通信新聞で計11回連載した。
2025年（平成7年）からは建設業界の安全大会等で講演活動も始めた。

### コロナ禍での3作目
2021年（令和3年）、コロナ禍の中で「この状況だからこそ、世の中を明るく元気にできる色の情報を本として発信するべきではないか」と14年ぶりに新著の出版を思い立ち、翌2022年（令和4年）2月に青春出版社から3作目の著作『一瞬で心が整う「色」の心理学』を出版する。
コロナ禍で講演活動などが休止となり時間的にもゆとりができたことに加え、親しい知人が立て続けに急逝したこともきっかけとなった。出版の当てがないまま原稿を一気に書き上げ、数社に持ち込んだところ1社からオファーがあった。出版交渉は順調に進んだが、契約間際になって予想外の著者買い取りや制作費負担、ブランディング出版（事実上の自費出版）への切り替えを求められる。あくまで企画出版（いわゆる商業出版）をめざす南は同社との契約を白紙に戻し、新たな出版社を探す。紆余曲折のすえ、青春出版社が名乗りを上げ同社の「青春新書インテリジェンス」シリーズで出版された。
同書は発売後、約1か月にわたり Amazon売れ筋ランキング（心理学の参考図書ほか2部門）で1位を記録し、企画出版として一定の成功を収めた。
その後さらに2社から執筆依頼が続き、2022年12月にナツメ社からビジュアル図鑑『今と未来がわかる色彩心理』を、2023年4月にホビージャパンから『色彩心理 配色アイデアブック』を出版する。
2024年、年齢や性別、障害の有無に関わらずあらゆる人に配慮した色彩デザインであることを証明する『ユニバーサルカラー認証事業』も開始した。

## 活動姿勢

### 色を信じないカラーコンサルタント
自らを「色を信じないカラーコンサルタント」と呼称。色を教えて伝える人間だからこそ客観視が必要であるという考えから占い的・スピリチュアル的な色彩論に批判的な立場をとっており、インタビューでは「最近は科学的根拠もなく『色には波動があり運気を左右する』といった占いまがいの主張も見受けられますが、私は反対に色の効果を客観的・科学的に伝えていきたいと考えています」と語っている。

### 科学を拠りどころに
科学的根拠に乏しい色彩論に関しても「プロとしてあやふやなことを言いたくはないし、信じられないことや猜疑心を抱えていることは絶対に言葉に出来ない」として、根拠のはっきりしない情報は著書や講演などで取り上げない姿勢をとっている。
色彩心理系の書籍やWebサイトでしばしば紹介されるライトトーナス値については、自身のブログで「感覚的な説得力はあるものの科学的根拠があやふやすぎる」とし授業や講義、講演で取り上げたことはないと語っている。
また、初期の著作で紹介したことがある黒服老化説やブラックフライヤ・ブリッジ説などは、後の著書を出す際に自身のブログで科学的根拠がないことやどのように統計を取ったのか不明であることを理由に「今回本に書かなかったこと」として挙げ、かつて書いたことへの後悔を綴っている。

### JIS安全色を超えて
建設現場における色彩活用については、自らの就労体験をもとに「現場の標識などにはJIS安全色が使用されているが、現実的にはそれが十分に機能しておらず、効果的に活かされていない」「安全区分や階段、段差などに目立つ色でマーキングするなどの対策こそ見られるが、まだ積極的で効率的な活用には至っていない」「独自に色の基準を設けているところもあるが、現場によってそのルールはまちまち」「昨今作業員の高齢化や国際化が進んでいるが、そうした人たちがより働きやすく安全に作業するためにも、色彩の扱い方の効率化や統一が必要」として、JIS安全色に留まらない積極的な活用を呼びかけている。

## 著作

### 書籍
- 『介護に役立つ［色彩］活用術』現代書林、2003年11月19日。ISBN 978-4774505749。
- 『介護力を高めるカラーコーディネート術』中央法規出版、2007年5月1日。ISBN 978-4805828816。
- 『一瞬で心が整う「色」の心理学』青春出版社〈青春新書インテリジェンス〉、2022年2月2日。ISBN 978-4413046442。
- 『今と未来がわかる色彩心理』ナツメ社〈ビジュアル図鑑〉、2022年12月14日。ISBN 978-4816373015。
- 『色彩心理 配色アイデアブック』ホビージャパン、2023年4月4日。ISBN 978-4798631424。

### 研究発表・論文等
- 第2回日本美容福祉学会学術集会：「美容福祉の可能性 - 現場からの提言」色彩からのアプローチ（2002年10月20日）
- 第19回琵琶湖長寿科学シンポジウム：高齢者施設における色彩の効用 （2004年11月10日）
- 繊維製品消費科学会学会誌：ユニバーサルファッションにおける色彩の役割（2005年1月号）
- 総合ケア15巻9号（医歯薬出版）：高齢者施設における色彩の効用 （2005年9月号）
- （一財）建築保全センター機関誌『Re』：建築デザインの色彩計画（2010年7月号）
- 建設通信新聞：《色》で築く現場の安全（2023年6月6日～7月18日 全6回連載）
- 建設通信新聞：続《色》で築く現場の安全（2024年6月5日～7月9日 全5回連載）
- 建設通信新聞 『建設論評』：日本の風土色と地域の表情（2024年5月1日）
- 介護専門職の総合情報誌『おはよう21』（中央法規出版）：意欲やパフォーマンスをアップする色の効果  （2024年12月号）